# Бета-ендорфин
Бета-ендорфин (β-ендорфин) е вид ендогенен, опиоиден, пептиден невротрансмитер, срещащ се в невроните както на централната, така и на периферната нервна система. Принадлежи към семейството на ендорфините, чието име е производно на ендогенен морфин.
Аминокиселинната му последователност е Tyr-Gly-Gly-Phe-Met-Thr-Ser-Glu-Lys-Ser-Gln-Thr-Pro-Leu-Val-Thr-Leu-Phe-Lys-Asn-Ala-Ile-Ile-Lys-Asn-Ala-Tyr-Lys-Lys-Gly-Glu.

## Синтез
| Проопиомеланокортин |                            |                            |              |              |               |              |
|                     |                            |                            |              |              |               |              |
| γ-MSH               | Адренокортикотропен хормон | Адренокортикотропен хормон | β-Липотропин | β-Липотропин | β-Липотропин  | β-Липотропин |
|                     |                            |                            |              |              |               |              |
|                     | α-MSH                      | CLIP                       | γ-Лилотропин | γ-Лилотропин | Бета-ендорфин |              |

Бета-ендорфинът е пептид, изграден от 31 аминокиселини, който се получава при частична протеолиза от прекурсора проопиомеланокортин (POMC). POMC е прекурсор и на други пептидни хормони, като ACTH (адренокортикотропен хормон), α- и γ-MSH (меланоцит-стимулиращ хормон).
Бета-ендорфинът се открива както в невроните на хипоталамуса, така и в тези на хипофизата.

## Механизъм на действие
Бета-ендорфинът се освобождава в кръвта от хипофизата и в гръбначния и главния мозък от хипоталамуса. Β-ендоглинът, освободен в кръвното русло, не може да премине в особено големи количества към мозъка поради наличието на кръвно-мозъчна бариера, така че физиологичното значение на кръвния ендорфин съвсем не е ясно.
Бета-ендорфинът е лиганд на няколко рецептора, като има най-голям афинитет към μ1-опиоидния рецептор, малко по-малък към μ2- и δ-опиоидните рецептори и нисък афинитет към κ1-опиоидните рецептори. Μ-рецепторът е основният, чрез който действа морфинът (оттук и името му μ). Обикновено μ-опиоидните рецептори са пресинаптични и потискат освобождаването на невротрансмитера; макар че чрез този механизъм инхибира освобождаването на инхибиторния невротрансмитер ГАМК (γ-аминомаслена киселина) и освобождава пътя на допамина, като подпомага освобождаването на домамин. Като смущават този процес, екзогенните опиоиди причиняват неправилно освобождаване на допамин, което води до анормална синаптична пластичност, което от своя страна е причина за пристрастяването. Важно е да се наблегне на факта, че опиоидните рецептори имат и много други, при това по-важни, роли, както в главния мозък, така и в периферната нервна система, като модулатори на болката, регулатори на сърдечната, стомашната и съдовата функция; а вероятно и състоянията на паника и задоволство.

## Функция и ефекти
Бета-ендорфинът е аналгетик, който притъпява или направо блокира чувството на болка. Той е причината хората да се чувстват по-добре непосредствено след остра физическа травма, дори когато симптомите са все още налице. Блокирането на болката се осъществява посредством свързването му с опиоидните рецептори. Има приблизително 80 пъти по-силен болкоуспокояващ ефект от морфина.